# 1092년

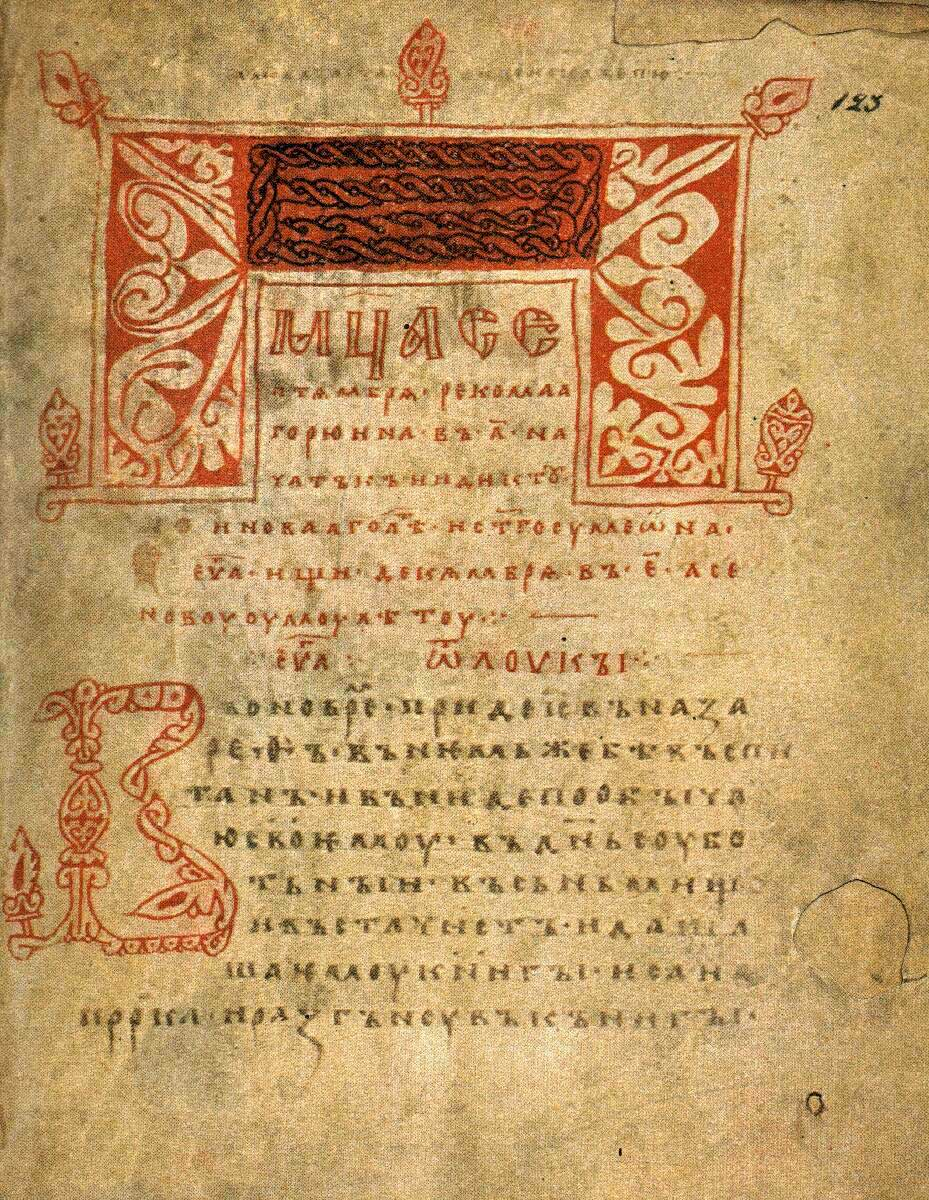

## 연호
- 북송(北宋) 원우(元祐) 7년
- 요(遼) 대안(大安) 8년
- 일본(日本) 간지(寛治) 6년
- 서하(西夏) 천우민안(天祐民安) 3년
- 리 왕조(李朝) 꽝흐우(廣佑) 8년 / 호이퐁(會豊) 원년

## 기년
- 고려(高麗) 선종(宣宗) 9년
- 북송(北宋) 철종(哲宗) 7년
- 요(遼) 도종(道宗) 38년
- 서하(西夏) 숭종(崇宗) 7년
- 리 왕조(李朝) 인종(仁宗) 21년

## 사건
- 병이 들어 의원이 처방한 약을 먹고 문득 시를 지었는데 “약효가 있고 없음이야 무엇을 염려하랴. 덧없는 인생 시작이 있었으니 어찌 끝이 없으리. 오직 원하는 것은 여러 가지 선행을 닦아 청청한 곳에 올라 부처에게 예를 드림이네.”라는 구절이 있어 만백성이 안타까워 하였다.

## 탄생
- 미우라 요시아키
- 유방의
- 이지저

## 사망
- 금관후
- 니잠 알물크
- 말리크샤 1세
- 브라티슬라프 2세
- 완안 핵리발
- 인예순덕왕후
- 콘라트 1세